# ناحیه المر، شهرستان اسکودا، میشیگان
ناحیه المر (به انگلیسی: Elmer Township) یک منطقهٔ مسکونی در ایالات متحده آمریکا است که در شهرستان اسکودا واقع شده‌است.
 ناحیه المر  ۱٬۱۳۸ نفر جمعیت دارد و ۳۹۰ متر بالاتر از سطح دریا واقع شده‌است.